# シエラ・ネバダ天文台

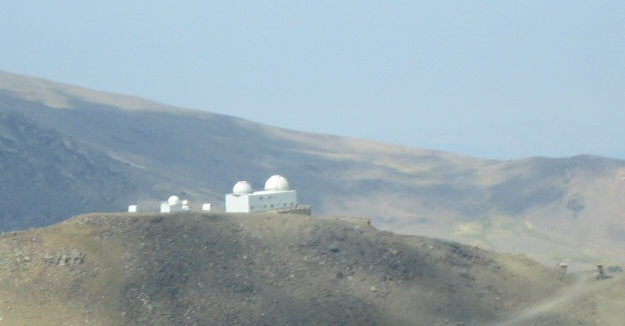
最新の光学望遠鏡群

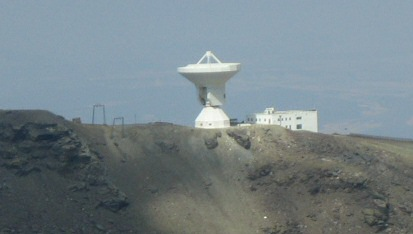
電波望遠鏡

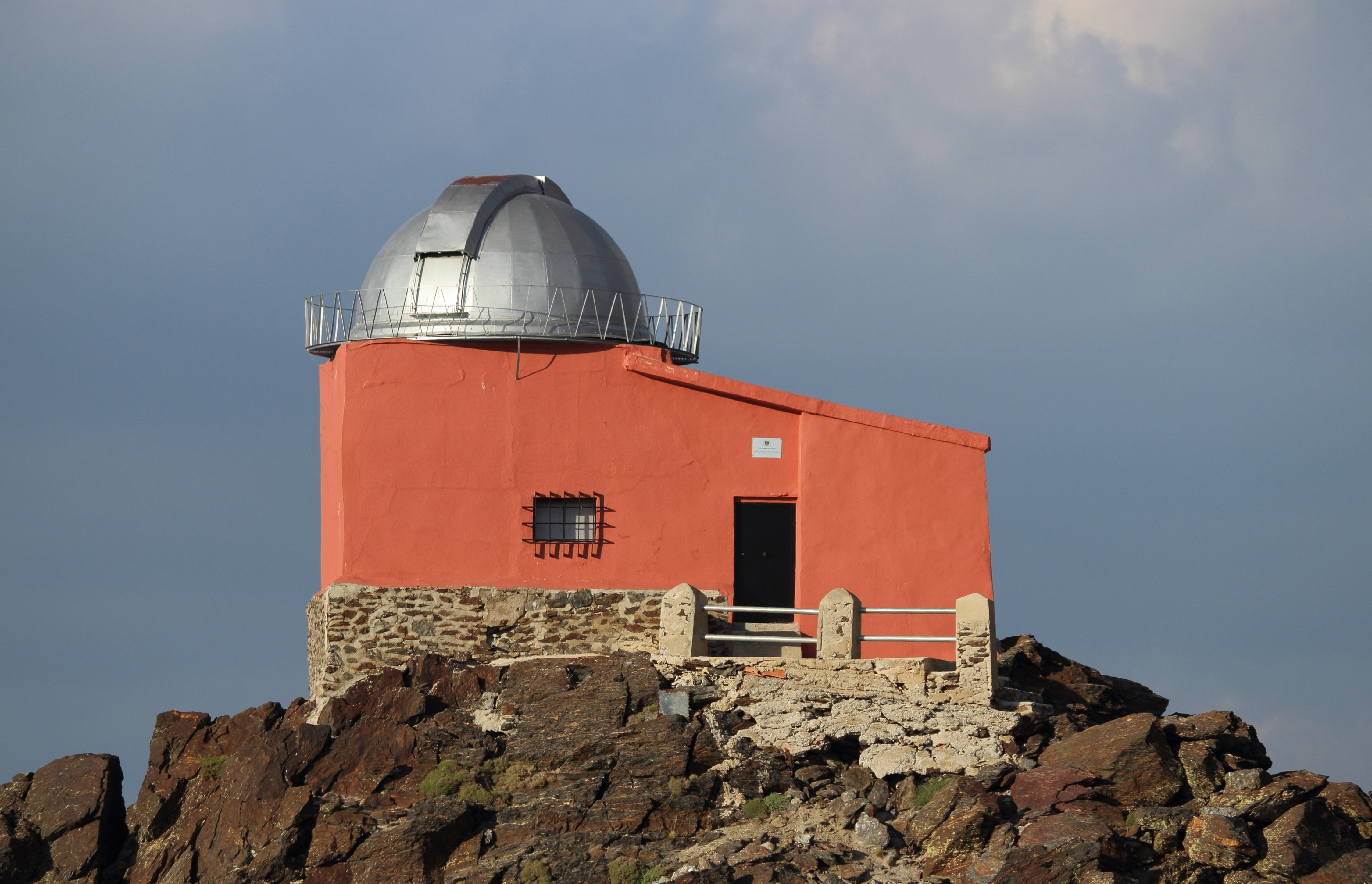
旧式の望遠鏡

シエラ・ネバダ天文台（シエラネバダてんもんだい、Observatorio de Sierra Nevada 、OSN）は、スペインのアンダルシア州グラナダ県ロマ・デ・ディラルに位置する天文台である。北緯37度03分51秒、西経03度23分05秒、標高2896メートルのシエラネバダ山脈の尾根に建設されている。
口径1.5mと0.9mのナスミス式望遠鏡を2基備えており、アンダルシア宇宙物理学研究所が維持・管理を行っている。
また近隣には、ミリ波電波天文学研究所 (IRAM) のIRAM30m望遠鏡が設置されている。